# Podkonice Duże
Podkonice Duże – wieś w Polsce położona w województwie łódzkim, w powiecie tomaszowskim, w gminie Czerniewice.
W latach 1954-1959 wieś była siedzibą gromady Podkonice Duże, po jej zniesieniu w gromadzie Rawa Mazowiecka.W latach 1975–1998 miejscowość administracyjnie należała do województwa piotrkowskiego.